# NGC 4689
NGC 4689 é uma galáxia espiral (Sbc) localizada na direcção da constelação de Coma Berenices. Possui uma declinação de +13° 45' 44" e uma ascensão recta de 12 horas, 47 minutos e 45,7 segundos.
A galáxia NGC 4689 foi descoberta em 12 de Abril de 1784 por William Herschel.